# Спортивна гімнастика на літніх Олімпійських іграх 2000 — Різновисокі бруси (жінки)
Фінал змагань у вправах на різновисоких брусах у рамках турніру зі спортивної гімнастики на літніх Олімпійських іграх 2000 року відбувся 24 вересня 2000 року.

## Призери
| Золото                   | Срібло          | Бронза         |
| Світлана Хоркіна · Росія | Лін Цзе · Китай | Ян Юнь · Китай |

## Фінал
| Місце | Гімнастка               | Результат |
| ----- | ----------------------- | --------- |
|       | Світлана Хоркіна (RUS)  | 9.862     |
|       | Лін Цзе (CHN)           | 9.837     |
|       | Ян Юнь (CHN)            | 9.787     |
| 4     | Вікторія Карпенко (UKR) | 9.775     |
| 5     | Тетяна Жарганова (BLR)  | 9.737     |
| 6     | Ольга Розщупкіна (UKR)  | 9.725     |
| 7     | Олена Продунова (RUS)   | 9.650     |
| 8     | Ельвіра Теза (FRA)      | 9.512     |